# 斜方肌
斜方肌（Trapezius），是將頭部和肩部向後拉的背部肌肉。兩塊斜方肌從脊椎和頭骨底部，經過背部和肩部連接到肩胛骨和鎖骨。他們可使頭部抬起和傾斜，並使雙肩抬起或穩定。兩者共同形成一個稱為斜方型的四邊形，其名稱即來自於此。
斜方肌起于枕外隆凸和枕骨上颈线内三分之一段、颈韧带、第七颈椎棘突、所有胸椎棘突和相应的棘上韧带。上束纤维向外和侧方延续，止于锁骨的外侧三分之一后缘；其功能為上举及外旋肩胛骨，协助头部后仰，侧屈及旋转。下束的纤维向上和侧方走行。在肩胛附近聚合成一个腱膜，在肩胛冈内侧的三角滑面可以滑动，止于其尖端的一个结节；其功能為下压肩胛骨。中束纤维水平走行，止于肩峰内侧缘，肩胛冈后缘的上唇；其功能為内收（缩回）肩胛骨。

## 來源
- 《人體學習百科》，貓頭鷹出版社，ISBN 957-9684-11-1

## 外部連結
- 解剖學(Anatomy)-肌肉(muscle)-trapezius muscle(斜方肌) （页面存档备份，存于）

1. ↑  Rockwood, Charles A. . 2009-01-01  [2020-09-26]. ISBN 978-1416034278. （原始内容存档于2021-04-28）.
2. ↑  .   [2007-12-11]. （原始内容存档于2003-04-22）.
3. ↑  Arthur F. Dalley, Keith L. Moore, Anne M.R. Agur.  6th [International]. Philadelphia [etc.]: Lippincott Williams & Wilkins, Wolters Kluwer. 2010: 700. ISBN 978-1-60547-652-0.